# Tomás de Cori
Santo Tomás de Cori (Cori, 4 de junio de 1655 - 11 de enero de 1729) fue un religioso y santo franciscano. A los 14 años, se hizo cargo de su familia después de la muerte de sus padres. Tuvo la responsabilidad de hacerse cargo de sus dos hermanas y encontrarles marido. Se caracterizó por una gran devoción y, después de haber casado a sus hermanas, se impuso los hábitos Franciscanos. 
En 1683, fue ordenado sacerdote y fue conocido por su estilo claro y simple de predicar y por su "admirable devoción a la eucaristia". Se unió a la comunidad de Civitella (ahora Bellegra), donde vivió hasta su muerte, a excepción de los seis años que vivió como guardián del convento de Palombara. 
EL 11 de enero de 1729, murió mientras dormía.